# گابریل هانوتو
گابریل هانوتو (انگلیسی: Gabriel Hanotaux; ۱۹ نوامبر ۱۸۵۳ – ۱۱ آوریل ۱۹۴۴) تاریخ‌نگار اهل فرانسه بود.
وی همچنین برندهٔ جوایزی همچون لژیون دونور (افسر بزرگ)، لژیون دونور (شوالیه)، لژیون دونور (فرمانده)، لژیون دونور (صلیب بزرگ)، و لژیون دونور (افسر) شده‌است.